# La notte che bruciammo Chrome
La notte che bruciammo Chrome (Burning Chrome) è un'antologia di racconti di fantascienza cyberpunk di William Gibson pubblicata nel 1986, che contiene dieci opere brevi, pubblicate originariamente tra il 1977 e il 1985, in buona parte sulla rivista Omni.
Il continuum di Gernsback e Stella rossa, orbita d'inverno sono presenti anche nell'antologia-manifesto del cyberpunk Mirrorshades (1986).
Johnny Mnemonico, La notte che bruciammo Chrome e New Rose Hotel introducono lo scenario futuro, i temi e alcuni personaggi dei primi romanzi di Gibson, la cosiddetta Trilogia dello Sprawl, composta da Neuromante (1984), Giù nel ciberspazio (1986) e Monna Lisa Cyberpunk (1988).

## Prefazione
L'antologia è introdotta da una prefazione di Bruce Sterling, anche coautore di una delle opere presenti, Stella rossa, orbita d'inverno. Sterling definisce i racconti di Gibson densi, cupi, appassionati e ne loda la capacità di evocare un futuro credibile, sofisticato, tanto dettagliato quanto globale nella sua visione. Secondo Sterling, Gibson ha introdotto nella letteratura fantascientifica le nuove conoscenze e la cultura degli anni ottanta e «insieme a una schiera di nuovi scrittori dotati di inventiva e ambizione, ha risvegliato il genere e l'ha lanciato alla ricerca di nuovi percorsi».

## Racconti
- Johnny Mnemonico (Johnny Mnemonic) (1981)
- La notte che bruciammo Chrome (Burning Chrome) (1982)
- Il continuum di Gernsback (The Gernsback Continuum) (1981)
- Frammenti di una rosa olografica (Fragments of a Hologram Rose) (1977)
- Hinterland (Hinterlands) (1981)
- New Rose Hotel (1984)
- Il mercato d'inverno (The Winter Market) (1985)
- La razza giusta (The Belonging Kind) (1981) - scritto con John Shirley
- Stella rossa, orbita d'inverno (Red Star, Winter Orbit) (1983) - scritto con Bruce Sterling
- Duello (Dogfight) (1985) - scritto con Michael Swanwick

### Johnny Mnemonico
Pubblicato originariamente su Omni del maggio 1981.

### La notte che bruciammo Chrome
Pubblicato originariamente su Omni del luglio 1982.
Candidato al Premio Nebula per il miglior racconto lungo.

### Il continuum di Gernsback
Pubblicato originariamente nell'antologia Universe 11 (1981), curata da Terry Carr.

### Frammenti di una rosa olografica
Pubblicato originariamente su Unearth dell'estate 1977.

### Hinterland
Pubblicato originariamente su Omni dell'ottobre 1981.

### New Rose Hotel
Pubblicato originariamente su Omni del luglio 1984.

### Il mercato d'inverno
Pubblicato originariamente sul Vancouver Magazine del novembre 1985.
Candidato al Premio Hugo e al Premio Nebula per il miglior racconto lungo.

### La razza giusta
Pubblicato originariamente nell'antologia Shadows 4 (1981), curata da Charles L. Grant.

### Stella rossa, orbita d'inverno
Pubblicato originariamente su Omni del luglio 1983.

### Duello
Pubblicato originariamente su Omni del luglio 1985.
Candidato al Premio Hugo e al Premio Nebula per il miglior racconto lungo.

## Adattamenti cinematografici
Nel 1995 lo stesso Gibson scrive l'adattamento cinematografico del racconto Johnny Mnemonico per il film Johnny Mnemonic, diretto da Robert Longo ed interpretato da Keanu Reeves.
Nel 1998 il regista italo-americano Abel Ferrara dirige New Rose Hotel, adattando egli stesso il racconto omonimo di Gibson, interpretato da Christopher Walken e Willem Dafoe.

## Edizioni
- (EN) William Gibson, Burning Chrome, Arbor House, 1986,  p. 200, ISBN 0-87795-780-0.
- William Gibson, La notte che bruciammo Chrome, traduzione di Delio Zinoni, prefazione di Bruce Sterling, Urania n. 1110, Arnoldo Mondadori Editore, 1989,  p. 176.
- William Gibson, La notte che bruciammo Chrome, traduzione di Delio Zinoni, prefazione di Bruce Sterling, IperFICTION, Interno Giallo/Mondadori, 1993,  p. 190, ISBN 88-04-37761-5.
- William Gibson, La notte che bruciammo Chrome, traduzione di Delio Zinoni, prefazione di Bruce Sterling, Oscar Fantascienza n. 119, Arnoldo Mondadori Editore, 1994,  p. 190, ISBN 88-04-39031-X.
- William Gibson, La notte che bruciammo Chrome, traduzione di Delio Zinoni, prefazione di Bruce Sterling, I Blues, Arnoldo Mondadori Editore, 1995,  p. 206, ISBN 88-04-40871-5.
- William Gibson, La notte che bruciammo Chrome, traduzione di Delio Zinoni, prefazione di Bruce Sterling, Piccola Biblioteca Oscar n. 206, Arnoldo Mondadori Editore, 1999,  p. 240, ISBN 88-04-47137-9.